# Isthmohyla xanthosticta
Espèce
Synonymes
- Hyla xanthosticta Duellman, 1968

Statut de conservation UICN

 DD  : Données insuffisantes
Isthmohyla xanthosticta est une espèce d'amphibiens de la famille des Hylidae.

## Répartition
Cette espèce est endémique du Costa Rica. Elle se rencontre à 2 100 m d'altitude sur le versant Sud du volcan Barva dans la province d'Heredia,.

## Publication originale
- Duellman, 1968 : Description of New Hylid Frogs From Mexico and Central America. University of Kansas publications, Museum of Natural History, vol. 17, no 13, p. 559-578 (texte intégral).